# پاور کورپوریشن کانادا
پاور کورپوریشن کانادا (به انگلیسی: Power Corporation of Canada) شرکت خوشه‌ای کانادایی است، که توسط ۳ شرکت تابعه خود در ۳ حوزه خدمات مالی، رسانه‌های گروهی و تولید کاغذ و خمیرکاغذ فعالیت می‌کند.
شرکت پاور کورپوریشن کانادا در سال ۱۹۲۵ توسط آرتور جیمز نسبیت و پیتر تامسون تأسیس شد و در حال حاضر سرمایه‌ای بالغ بر ۵۰۰ میلیارد دلار را در کشورهای ایالات متحده آمریکا و کانادا، همچنین اروپا و آسیا مدیریت می‌کند.
دفتر مرکزی این شرکت در شهر مونترآل، استان کبک قرار دارد و بخشی از سهام آن (TSX: PWF) در بازار بورس تورنتو معامله می‌شود. اکثریت سهام شرکت پاور کورپوریشن در اختیار خانواده دسمارایس می‌باشد.